# 1984 en Tunisie
Chronologie de la Tunisie
- 1980
- 1981
- 1982
- 1983
- 1984
- 1985
- 1986
- 1987
- 1988

Cet article présente les faits marquants de l'année 1984 en Tunisie ou relatifs à la Tunisie.

## Événements
- Des dirigeants du Mouvement de la tendance islamique condamnés en 1981, dont le président du parti Rached Ghannouchi, sont amnistiés[1].
- Le code de la nationalité tunisienne est amendé[2].

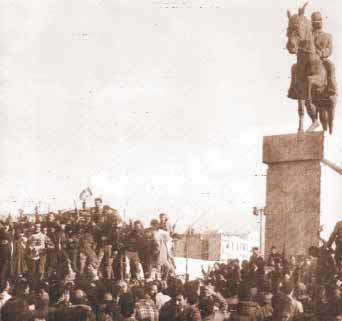
« Émeutes du pain » à Tunis.

- 3 janvier : l'état d'urgence est déclaré, le gouvernement imposant un couvre-feu alors que les émeutes touchent Tunis et Sfax, fermant les écoles, interdisant tout rassemblement de plus de trois personnes puis positionnant des tanks dans les rues de la capitale.
- 6 janvier : le président Habib Bourguiba doit annuler les hausses de prix pour mettre fin aux émeutes du pain[3] ; le bilan est officiellement de 70 morts, un rapport gouvernemental, publié en avril, dénonçant la négligence et la corruption des patrons de la sécurité nationale et accusant le ministre de l'Intérieur Driss Guiga, démis après les émeutes, d'avoir exploité les violences à des fins politiques.
- 10 janvier : Paul Balta écrit dans Le Monde : « Les habitants des ceintures rouges de Tunis et des grandes villes, souvent au-dessous du seuil de la pauvreté, qui rejoignent dans leur révolte les populations déshéritées du bled, ont manifesté leur colère plus violemment et en plus grand nombre que le 26 janvier 1978 »[4].
- 16-19 juin : l'ancien ministre Driss Guiga est jugé par la Haute Cour ; il est accusé de haute trahison à la suite des émeutes du pain[5].

## Sports

### Athlétisme
- Championnats de Tunisie d'athlétisme 1984

### Football
- Équipe de Tunisie de football en 1984
- Championnat de Tunisie de football 1983-1984
- Championnat de Tunisie de football 1984-1985
- Coupe de Tunisie de football 1983-1984
- Coupe de Tunisie de football 1984-1985

### Handball
- Championnat de Tunisie masculin de handball 1983-1984
- Championnat de Tunisie masculin de handball 1984-1985

### Tir sportif
- Championnats d'Afrique de tir 1984

### Volley-ball
- Équipe de Tunisie de volley-ball en 1984
- Championnat de Tunisie masculin de volley-ball 1983-1984
- Championnat de Tunisie masculin de volley-ball 1984-1985

## Culture
- Les Baliseurs du désert, film tunisien réalisé en 1984 par Nacer Khémir.

## Naissances en 1984
- Naissance en Tunisie en 1984

## Décès en 1984
- Décès en Tunisie en 1984